# Amatoxiner
Amatoxiner är en grupp av minst åtta toxiner som finns i flera arter av giftiga svampar.  Den mest kända svampen som innehåller amatoxiner är lömsk flugsvamp (Amanita phalloides), men giftet återfinns också i flera andra arter av släktet flugsvampar (Amanita). Förutom i flugsvampar finns giftet i en del arter av hättingar (Conocybe och Galerina) och Lepiota (fjällskivlingar).
Föreningarnas strukturer liknar varandra; de är alla cykliska strukturer av åtta aminosyror. De isolerades år 1941 av Heinrich Wieland och Rudolf Hallermayer vid Universitetet i München.
I gruppen amatoxiner är alfa-amanitin den huvudsakliga beståndsdelen. Tillsammans med beta-amanitin är den sannolikt orsaken till giftets effekter. Dess huvudsakliga mekanism är att irreversibelt hämma enzymet RNA-polymeras II, som behövs för framställningen av flera typer av RNA (budbärar-RNA eller mRNA, mikroRNA och snRNA). Utan budbärar-RNA avstannar den livsnödvändiga proteinsyntesen, med resultatet att celler dör. Levern påverkas mest, eftersom den är det organ som först nås av giftet sedan det absorberats i mag-tarmkanalen, men även andra organ och särskilt njurarna är också känsliga för giftet. Den lömska flugsvampens eget RNA-polymeras är okänsligt för amatoxinets giftverkan. Annars skulle svampen förgifta sig själv.
Att giftet verkar såpass snabbt förklaras av att det fort tas upp i tarmen samt av dess värmetålighet. De mest allvarliga verkningarna är hepatit som bland annat orsakar celldöd i levern, med risk för total levernekros och behov av akut levertransplantation. Även njurar kan påverkas och medföra akut njurinflammation och njurskador. Giftet har globalt orsakat ett stort antal dödsfall. 
De åtta kända amatoxinerna är:
- alfa-amanitin
- beta-amanitin
- gamma-amanitin
- epsilon-amanitin
- amanullin
- amanullinsyra
- proamanullin